# Greg Hands

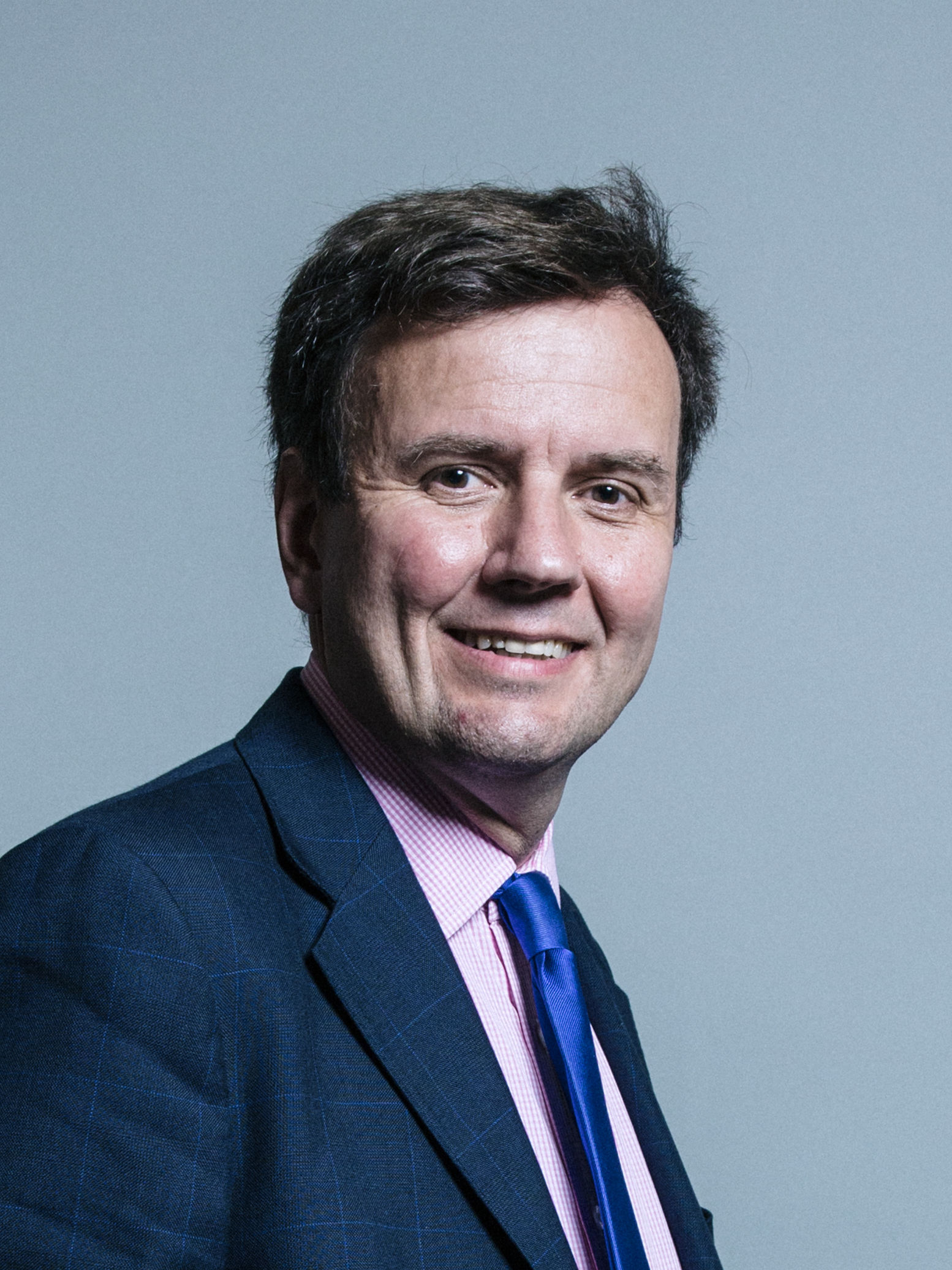
Greg Hands (2017)

Gregory „Greg“ William Hands, PC (* 14. November 1965 in New York City) ist ein britischer Politiker der Conservative Party, der seit 2005 Mitglied des Unterhauses (House of Commons) ist und verschiedene Regierungsämter bekleidete. Er war unter anderem im zweiten Kabinett Cameron zwischen 2015 und 2016 Chefsekretär des Schatzamtes (Chief Secretary to the Treasury). Am 9. Oktober 2022 wurde er im Kabinett Truss Staatsminister im Ministerium für Internationalen Handel und bekleidet dieses Amt seit dem 25. Oktober 2022 im Kabinett Sunak.

## Leben

### Studium, Kommunalpolitiker und Unterhausabgeordneter
Gregory „Greg“ William Hands wuchs als Sohn britischer Eltern in New York City auf und kehrte 1972 im Alter von sieben Jahren ins Vereinigte Königreich zurück. Nach dem Besuch der 1624 gegründeten Dr Challoner’s Grammar School in Amersham verbrachte er zwischen 1984 und 1985 ein Auslandsjahr in Berlin, wo er in einem öffentlichen Schwimmbad arbeitete. Nach seiner Rückkehr begann er 1985 ein Studium im Fach Moderne Geschichte am Robinson College an der University of Cambridge, das er 1989 abschloss. Während seines Studiums war er zeitweise Vorsitzender der konservativen Studentenverbindung Cambridge University Conservative Association (CUCA) sowie Mitglied des Exekutivkomitees der Cambridge University Students’ Union. Nach Abschluss seines Studiums arbeitete er von 1989 bis 1994 bei verschiedenen Banken sowie zwischen 1994 und 1997 im Derivatenhandel in der City of London sowie New York City. Seine politische Laufbahn für die Conservative Party begann er 1998 in der Kommunalpolitik als Mitglied des Rates des London Borough of Hammersmith and Fulham, dem er bis 2006 angehörte. Während dieser Zeit war er zwischen 1999 und 2003 Vorsitzender dieses Rates.
Bei der Unterhauswahl am 5. Mai 2005 wurde Hands für die konservativen Tories im Wahlkreis Hammersmith and Fulham erstmals zum Mitglied des Unterhauses (House of Commons) gewählt. Bei der darauffolgenden Unterhauswahl am 6. Mai 2010 wurde er dann im Wahlkreis Chelsea and Fulham zum Abgeordneten in das Unterhaus gewählt und bei den anschließenden Unterhauswahlen am 7. Mai 2015, 8. Juni 2017 und 12. Dezember 2019 jeweils wiedergewählt. Zu Beginn seiner Parlamentszugehörigkeit engagierte er sich in verschiedenen Ausschüssen und war zunächst vom 16. Januar bis zum 27. Juni 2006 Mitglied des Ausschusses für Wohnungsbau, Planung, Kommunalverwaltung und Regionen(Housing, Planning, Local Government and the Regions Committee). Im Anschluss war er vom 27. Juni 2006 bis zum 6. Mai 2010 Mitglied des Ausschusses für Nivellierung, Wohnungsbau und Gemeinschaften (Levelling Up, Housing and Communities Committee) sowie zugleich zwischen dem 12. März 2007 und dem 6. Mai 2010 Mitglied des Europäischen Prüfungsausschusses (European Scrutiny Committee). Während dieser Oppositionsjahre fungierte er im Shadow Cabinet, dem Schattenkabinett seiner Partei, zwischen dem 19. Januar und dem 6. Mai 2010 als „Schatten-Minister im Schatzamt“.

### Whip,Chief Secretary to the Treasuryund Staatsminister

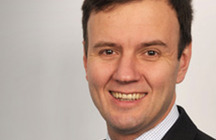
Greg Hands (2012)

Am 14. Oktober 2011 übernahm Hands im ersten Kabinett Cameron sein erstes Regierungsamt und fungierte bis zum 7. Oktober 2013 als stellvertretender Parlamentarischer Geschäftsführer für das Schatzamt (Assistant Whip, HM Treasury) sowie im Anschluss zwischen dem 7. Oktober 2013 und dem 8. Mai 2015 als Schatzmeister des Königlichen Haushalts (Treasurer of HM Household) sowie zugleich auch als stellvertretender Parlamentarischer Hauptgeschäftsführer des Unterhauses (Deputy Chief Whip, House of Commons). Zugleich wurde er im Februar 2014 auch zum Mitglied des Geheimen Kronrates (Privy Council) berufen.
Im zweiten Kabinett Cameron übernahm am 8. Mai 2015 den Posten als Chefsekretär des Schatzamtes (Chief Secretary to the Treasury) und hatte diesen bis zum Ende der Amtszeit von Premierminister David Cameron am 14. Juli 2016 inne. Im darauffolgenden ersten Kabinett May fungierte er vom 15. Juli 2016 bis zum 13. Juni 2017 als Staatsminister für Handelspolitik im Ministerium für Internationalen Handel (Minister of State for Trade Policy, Department for International Trade). Den Posten als Staatsminister für Handelspolitik im Ministerium für Internationalen Handel bekleidete er zwischen dem 13. Juni 2017 und dem 21. Juni 2018 auch im zweiten Kabinett May und war als solcher vom 13. Juni 2017 bis zum 9. Januar 2018 in Personalunion auch zuständiger Minister für London (Minister for London).
Bei der Kabinettsumbildung am 13. Februar 2020 übernahm Hands im zweiten Kabinett Boris Johnson erneut das Amt als Staatsminister für Handelspolitik im Ministerium für Internationalen Handel und bekleidete dieses bis zum 16. September 2021. Im Anschluss war er nach der Kabinettsumbildung vom 16. September 2021 bis zum Ende der Amtszeit von Premierminister Boris Johnson am 7. September 2022 Staatsminister für Wirtschaft, Energie und sauberes Wachstum im Ministerium für Unternehmen, Energie und Industriestrategie (Minister of State for Business, Energy and Clean Growth, Department for Business, Energy and Industrial Strategy). Als solcher war er seit dem 9. November 2021 zuständig für den Gesetzentwurf zur Finanzierung der Kernenergie (Nuclear Energy (Financing) Bill).
Am 9. Oktober 2022 wurde Greg Hands im Kabinett Truss erneut Staatsminister für Handelspolitik im Ministerium für Internationalen Handel und bekleidet dieses Amt seit dem 25. Oktober 2022 auch im Kabinett Sunak.
Aus seiner Ehe mit der aus Deutschland stammenden Irina Hundt gingen ein Sohn und eine Tochter hervor.